# Rudolf Frauendorfer
Rudolf Frauendorfer (* 5. Juni 1924 in Molln; † 5. November 2012 in Wien) war ein österreichischer Forstwissenschafter sowie Rektor und Prorektor der Universität für Bodenkultur Wien.

## Biografie
Frauendorfer war der Sohn von Heinrich und Maria Frauendorfer (geb. Leithner) und jüngerer Bruder von Marie Helene Frauendorfer, die als Schriftstellerin unter dem Namen Marlen Haushofer Bekanntheit erlangte. Er besuchte zunächst von 1930 bis 1934 die Volksschule in Frauenstein und danach anschließend das Gymnasium in Steyr, welches er 1942 mit der Reifeprüfung abschloss. 1942 bis 1944 leistete er Kriegsdienst in der deutschen Wehrmacht und war anschließend zwei Jahre in Kriegsgefangenschaft. Während dieser Zeit besuchte er die Hochschulkurse der YMCA. Von 1946 bis 1950 studierte Frauendorfer Forstwirtschaft an der Hochschule für Bodenkultur in Wien.
Von 1950 bis 1951 arbeitete er bei den Österreichischen Bundesforsten; 1951 bei der österreichischen Waldstandsaufnahme. Ein Jahr später heiratete Frauendorfer Ingeborg Havranek – aus der Ehe gingen vier Kinder hervor. Ab 1952 bis 1954 war Frauendorfer Assistent an der Lehrkanzel für Forsteinrichtung der Hochschule für Bodenkultur. Anschließend promovierte er 1953 zum Doktor der Bodenkultur (Dr. rer. nat. techn.) mit der Arbeit „Massentarife für Fichte“.
Von 1954 bis 1967 war Frauendorfer Mitarbeiter der Forstlichen Bundesversuchsanstalt Mariabrunn (heute Bundesforschungs- und Ausbildungszentrum für Wald, Naturgefahren und Landschaft, BFW); ab 1955 war er Leiter des betriebswirtschaftlichen Referats; beziehungsweise ab 1956 Leiter der Abteilung für Betriebswirtschaft. 1954 schloss er außerdem die Staatsprüfung für den höheren Forstdienst ab. Fünf Jahre später habilitierte er sich für Forsteinrichtung an der Hochschule für Bodenkultur mit der Arbeit „Betriebswirtschaftliche Untersuchungen im steirischen Bauernwald“. Von 1959 bis 1964 war Frauendorfer Leiter des Instituts für Wirtschaftswissenschaft und provisorischer Leiter des Instituts für Ertragskunde an der Forstlichen Bundesversuchsanstalt. Anschließend war er von 1964 bis 1967 Leiter des Instituts für Ertrag und Betriebswirtschaft an der Forstlichen Bundesversuchsanstalt.
Von 1967 bis zu seiner Emeritierung im Jahr 1992 war Frauendorfer Ordinarius für Forsteinrichtung und forstliche Betriebswirtschaftslehre an der Hochschule für Bodenkultur (ab 1975 Universität für Bodenkultur Wien, BOKU). Von 1974 bis 1977 war er Rektor abschließend bis 1980 Prorektor dieser Universität.
In den Jahren 1968 bis 1975 wirkte Frauendorfer außerdem als Schriftleiter der Fachzeitschrift Centralblatt für das gesamte Forstwesen (heute Austrian Journal of Forest Science).

### Auszeichnungen
Frauendorfer wurde 1981 der Ehrenring der Universität für Bodenkultur verliehen, 1982 erhielt er den Barthold-Stürgkh Preis sowie 1989 den Karl-Abetz-Preis. 1990 wurde er zum Ehrenmitglied des Österreichischen Forstvereins ernannt. 1995 wurde ihm die Ehrendoktorwürde der Ludwig-Maximilians-Universität München verliehen.

## Wissenschaftliche Schwerpunkte
Ab Mitte der 1950er Jahre bis Anfang der 1990er Jahre erzielte Frauendorfer in den Bereichen der Holzmess- und Ertragskunde, der forstlichen Betriebswirtschaft sowie der Forsteinrichtung (auf Datenerhebungen im Walde aufbauende, mittel- und langfristige Nachhaltigkeitskontrolle und Betriebsplanung für Wissenschaft und Praxis) gleichermaßen wichtige Fortschritte. Darunter als wesentliche Beiträge:
- Einführung der DGZ-Ertragstafel: mit der Entwicklung von auf Absolutertragsklassen basierenden Wuchsmodellen wurde ein grundlegender Fortschritt im Bereich der ertragskundlichen Grundlagen der Forsteinrichtung erzielt. Im Gegensatz zu den bis dahin gebräuchlichen Relativertragsklassen, die lediglich eine ordinale Klassifikation der Wuchsverhältnisse (z. B. in ‚gut‘, ‚mittel‘ und ‚schlecht‘) bewerkstelligen wird durch die Bezugnahme auf den durchschnittlichen Gesamtzuwachs im Alter von 100 Jahren (= DGZ) ein kardinales Maßsystem für Wuchsmodelle etabliert. Das Hundertfache der Ertragsklasse entspricht dabei der Gesamtwuchsleistung in einem Zeitraum von 100 Jahren. Neben der unmittelbaren Bedeutung für die Forsteinrichtung waren die Absolutertragstafeln auch eine wesentliche, methodische Basis für die Neuorientierung der Waldbewertung.

- Einführung der Stichprobeninventur in die Forsteinrichtung: auf Grundlage der mathematischen Statistik sowie der Stichprobentheorie wurde von Frauendorfer die Stichprobeninventur als Alternative zum sowohl arbeitsaufwändigeren als auch ungenaueren Altersklassenverfahren in das methodische Konzept der Forsteinrichtung eingebracht. Dabei ist neben den essentiellen, methodischen Beiträgen besonders auch das erfolgreiche Bemühen um die Einführung des Konzeptes in die Praxis ein bleibender Verdienst. In Verbindung mit der von Bitterlich entwickelten Relaskoptheorie und dem Spiegelrelaskop als Messgerät hat sich ein fehlertheoretisch fundierter, effizienter Standard für die massenbezogene Datenerfassung im Walde etabliert.

- Entwicklung der forstlichen Kostenrechnung und Betriebsanalyse: Frauendorfer hat sich frühzeitig mit dem kostentheoretisch fundierten Konzept der forstlichen Betriebsabrechnung auseinandergesetzt und dieses weiterentwickelt. Das von ihm begründete und langjährig auch von ihm wissenschaftlich betreute Testbetriebsnetz im österreichischen Großwald war Vorbild für weitere österreichische und ausländische Untersuchungen dieser Art. Neben der großen forstwissenschaftlichen und forstpolitischen Bedeutung derartiger Untersuchungen hat sich die damit im Zusammenhang entwickelte, kostenrechnerisch orientierte Betriebsanalyse als methodischer Forschungsansatz einerseits und praktisches Rationalisierungshilfsmittel andererseits vielfach bewährt. Die über ein halbes Jahrhundert hinweg immer wieder weiter entwickelten, forstlichen Testbetriebsnetze stellen eine besonders wertvolle Infrastruktur und Datenquelle dar. Sie dienen als Rückgrat der empirischen, forstökonomischen Forschung in Österreich ebenso wie als Anknüpfungspunkt für transdisziplinäre Untersuchungen.

- Beiträge zur Waldbewertung: Frauendorfer erarbeitete wesentliche, methodische Beiträge zur Waldbewertung und ließ diese unmittelbar in die Bewertungspraxis einfließen. Neben den schwerpunktmäßig praktisch orientierten Arbeiten zur Waldbewertung war es besonders die forstliche Einheitsbewertung, der er sich als langjähriges Mitglied (1955–1992) des Bewertungsbeirates für die forstliche Einheitsbewertung beim Bundesministerium für Finanzen nachhaltig gewidmet hat. So hat er wesentlich das fachliche Fundament für die Ermittlung von Einheitswerten und dessen Weiterentwicklung über mehrere Hauptfeststellungsperioden hinweg geprägt. Einheitswerte in der Land- und Forstwirtschaft dienen nicht nur als Bemessungsgrundlage für verschiedene Steuern und Abgaben, sondern wurden und werden darüber hinaus in unterschiedlichsten Zusammenhängen als Referenzwerte herangezogen wie etwa bezüglich der Pauschalierung der Einkommensteuer, der Buchführungspflicht oder früher auch im Zusammenhang mit der Bestellungspflicht für Forstorgane. Auch an der raschen und praxisgerechten Berücksichtigung der Anfang der 1980er Jahre massiv in Erscheinung getretenen Kronenverlichtungen und damit im Zusammenhang stehenden Zuwachsverluste („Waldsterben“) im System der Einheitsbewertung wirkte Frauendorfer mit.

- Analyse der bäuerlichen Waldwirtschaft: Frauendorfer widmete sich dem Erkenntnisobjekt des bäuerlichen Forstbetriebes, das durch seine Besonderheiten (teilweise aussetzende Bewirtschaftung, strukturelle Anomalitäten durch Übernutzungen einerseits und Aufforstungen andererseits, Arbeitseinkommen durch Eigenleistung gerade auch in der Durchforstung, Verflechtung mit Land- und Hauswirtschaft etc.) für die ertragskundliche und sozio-ökonomische Analyse auch methodisch eine besondere Herausforderung darstellt. Seine auf wissenschaftlichem Fundament begründeten, hervorragenden Verdienste um die bäuerliche Waldwirtschaft wurden 1989 mit der Verleihung des Karl-Abetz Preises gewürdigt.

An der Forstlichen Bundesversuchsanstalt war Frauendorfer ab Mitte der 1950er Jahre maßgeblich an der Entwicklung eines betriebswirtschaftlichen Fachbereichs beteiligt und leitete dort zuletzt das Institut für Ertrag und Betriebswirtschaft. Die Gründung einer Abteilung für Betriebswirtschaft im Hauptverband der Land- und Forstwirtschaftsbetriebe Österreichs (heute: Land&Forst Betriebe Österreich) im Jahr 1962 war Frauendorfer ein besonderes Anliegen, auf das er erfolgreich hinwirkte. Die dadurch institutionalisierte Zusammenarbeit mit der freiwilligen Interessenvertretung bildet das organisatorische Fundament für das Testbetriebsnetz im Österreichischen Großwald. Dieses hat sich über Jahrzehnte hinweg als empirische Datenquelle und Analyseinstrument gleichermaßen für die forstliche Praxis, die Forstwissenschaft und die Forstpolitik bewährt.
Er setzte sich unter anderem ein für die Errichtung eines Lehrforstes, die Gründung des Vereins der Freunde der Universität für Bodenkultur und die Einrichtung der Dr.-Karl-Schleinzer-Stiftung.

## Mitgliedschaften
Frauendorfer engagierte sich zudem in verschiedenen Gremien des Österreichischen Forstvereins (ÖFV). Unter anderem leitete er von 1962 bis 1968 dessen Fachausschuss für Betriebswirtschaft. In der Funktion als Vizepräsident des ÖFV, die er von 1977 bis 1989 innehatte, engagierte er sich besonders für die Organisation und Abhaltung wald- und forstwirtschaftsbezogener Weiterbildungsseminare für AHS-Lehrer der Biologie- und Umweltkunde. Damit leistete er einen wichtigen Beitrag für die forstliche Öffentlichkeitsarbeit. Die internationale Kooperation im Bereich forstökonomischer Forschung und Lehre hat Frauendorfer insbesondere im Rahmen des Internationalen Verbandes Forstlicher Forschungsanstalten (IUFRO) sowie dem Forstökonomischen Kolloquium (alljährliche, gemeinsame Tagung deutschsprachiger Lehr- und Forschungseinrichtungen im Bereich der Forstökonomie) über Jahrzehnte hinweg weiterentwickelt.

## Schriften (Auswahl)
- Massentarife für die Fichte mit besonderer Berücksichtigung der Wuchsbedingungen in den Ostalpen. Dissertation, Hochschule für Bodenkultur. Wien 1953
- Betriebswirtschaftliche Untersuchungen im steirischen Bauernwald. Schriftenreihe der Forstlichen Bundesversuchsanstalt Mariabrunn, Nr. 7. Fromme, Wien 1958
- Erster Bericht über eine forstliche Studienreise zu den Staatsforstverwaltungen in Bayern, Hessen und Schweden. Forstliche Bundesversuchsanstalt Mariabrunn, Informationsdienst, 24. Folge. Wien 1959
- Die forstliche Betriebswirtschaft in der heutigen Wirtschaftsordnung. In: Der Land- und Forstwirtschaftliche Betrieb 10, (6/7): 126–128, 1961
- Funktionen des Waldes im bergbäuerlichen Betrieb. In: Der Förderungsdienst 10, Sondernummer, 20–24, 1962
- Wald und Forstwirtschaft in Österreich. In: Agrarische Rundschau (3/4): 81–84, 1963
- Zustand und Leistung des Bauernwaldes im Oberen Ennstal. In: Centralblatt für das gesamte Forstwesen 83, (3): 152–177, 1966
- Stichprobenverfahren in der österreichischen Forsteinrichtung. In: Der Bayerische Waldbesitzer 1, 1967
- Wieweit sind Durchforstungen heute wirtschaftlich vertretbar? In: Holz-Kurier 22, (1): 1–3, 1967
- Betriebswirtschaftlich-dynamische Nachhaltigkeit als Voraussetzung einer erfolgreichen Forstwirtschaft. In: Holz-Kurier 22, (28): 5, 1967
- Cost Studies in European Forestry, Chapter 3: Austria. In: E. Stridsberg, K.V. Algvere (Hrsg.): Cost Studies in European Forestry. Studia Forestalia Suecica 49, pp. 135–165, 1967
- Die Zukunft der forstlichen Betriebswirtschaft. In: Allgemeine Forstzeitung 79, (l): 1–6, 1968
- Die Reform des Forststudiums. In: Holz-Kurier 24, (35), 1969
- Bäuerliche Betriebsumstellung und Waldwirtschaft, am Beispiel der steirischen Gemeinde Haslau. In: Centralblatt für das gesamte Forstwesen 87, (1), 1970
- Unternehmensplanung und Betriebsrationalisierung am Beispiel der Leobner Realgemeinschaft. In: Allgemeine Forstzeitung 81, (10): 269–271, 1970
- Das neue Studium der Forst- und Holzwirtschaft an der Hochschule für Bodenkultur. In: Allgemeine Forstzeitung 82, (1): 1–4, 1971
- Trends der Kostenentwicklung im Forstbetrieb. In: Studienrichtung der Forst- und Holzwirtschaft der Hochschule für Bodenkultur (Hrsg.): Fachveranstaltungen 100 Jahre Hochschule für Bodenkultur in Wien Teil III: Betriebswirtschaft und Forstpolitik. S. 17–29, 1973
- Wirtschaftlichkeit und Gesamtproduktivität der Österreichischen Forstbetriebe seit 1962. In: Forstwissenschaftliches Centralblatt 95, (1): 52–59, 1976
- Die Österreichische Forstwirtschaft in den achtziger Jahren. In: Agrarische Rundschau (6): 36–44, 1979
- Phasen des wirtschaftlichen Aufbaus, der Gefährdung und der Neuorientierung. In: Allgemeine Forstzeitung 95, (8): 231–235, 1984
- Die Forstwirtschaft als Rohstofflieferant im 21. Jahrhundert. In: Internationaler Holzmarkt 78, (14): 1–4, 1987
- Die Forstwirtschaft - Die Forstbetriebe. Ökonomische Grundlagen. In: Österreichischer Forstverein (Hrsg.): Forstwirtschaft für AHS-Lehrer der Biologie und Umweltkunde. Wien. S. 237–294, 1988
- Die Betriebsanalyse als Instrument der Betriebsführung. In: Allgemeine Forstzeitschrift 44, (33): 868–874, 1989
- Ziele der ertragskundlichen, ökonomischen und forstpolitischen Forschung. Österreichischer Forstverein (Hrsg.): Forstforschungsenquete 1988. S. 76–78, 1989
- Wirtschaften die Bundesforste schlechter als Privatbetriebe? In: Holz-Kurier 45, (2): 6–7, 1990
- Abtreten im Bewußtsein, das Mögliche geleistet zu haben. In: Österreichische Forstzeitung 102, (12): 11–12, 1991